# Serpent

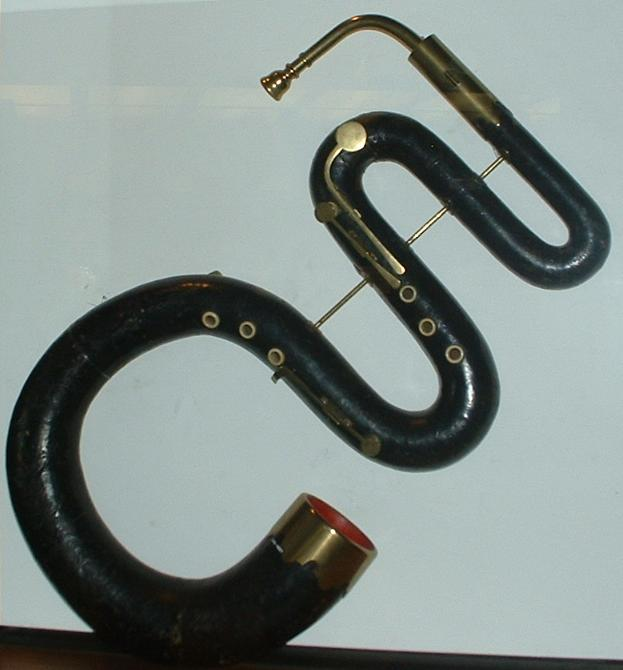
Serpent. Victoria & Albert Museum

Serpent är ett blåsinstrument från 1500-talet. Serpenten har ett två meter långt tonrör som oftast är av trä. På 1800-talet fick serpenten klaffmekanik. Instrumentet var i bruk fram till mitten av 1800-talet. Den användes framförallt inom militär- och kyrkomusik. Instrumentet Ofikleid är en utveckling av serpenten.
|  |
|  |

I början av 1800-talet byggdes serpenter med en fagottliknande böjning och med en dov klang, kallade Bashorn.